# Vorhorn
Vorhorn (auch als Klein Rothensee oder Siedlung vor dem Busch bezeichnet) war eine Siedlung in der Nähe der Stadt Magdeburg.
Die erste urkundliche Erwähnung erfolgte 1775. Die Siedlung war umgeben von Auenwäldern. Zur Ermöglichung einer landwirtschaftlichen Nutzung wurde 1803 der Rothenseer Busch und 1813 das Vorhorn gerodet.
1816 gründete Friedrich August Winkelmann auf dem Vorhorn die Magdeburger Turn- und Schwimmschule, die jedoch nur bis 1820 bestand.
1894 wurde die Siedlung nach Magdeburg eingemeindet, 1908 folgte die Eingemeindung von Rothensee. Das Gebiet der Siedlung wurde dann maßgeblich industriell genutzt.
Das Gebiet Vorhorn liegt im Bereich zwischen heutiger Curie-Siedlung und Elbe. An die Siedlung, deren Geographische Lage etwa bei 52° 9′ 50,4″ N, 11° 39′ 20,9″ O geschätzt werden kann, erinnert heute noch die Straßenbezeichnung Am Vorhorn im Magdeburger Stadtteil Neue Neustadt.